# Simrisstenene
Simrisstenene er to runesten ved Simris kirke i Skåne.
Indskriften på Simrisstenen 1 (DR 344) er dateret til år 1050-1100. Runerne er ridset på sandsten.
Indskriften lyder:
Bjôrngeirr lét reisa stein þenna eptir Hrafn, bróður sinn, svein Gunnu[lf]s á Svíþjóðu.
Indskriften på Simrisstenen 2 (DR 345) er dateret til vikingetid. Runerne er ridset på sandsten.
Indskriften lyder:
Sigreifr lét reisa stein þenna eptir Forkunn "if--r",/ep[ti]r fôður Ásulfs, drengs Knúts. Hjalpi Guð ônd hans. 
55°32′08″N 14°19′21″Ø / 55.5355°N 14.3225°Ø